# Flughafen Diego Aracena

i8
i11
i13
Der Flughafen Diego Aracena (spanisch Aeropuerto Internacional Diego Aracena; IATA-Code: IQQ, ICAO-Code: SCDA) ist ein internationaler Verkehrsflughafen in Chile, 45 Kilometer von der Stadt Iquique entfernt.
Neben der Nutzung als ziviler Verkehrsflughafen wird er als Militärflugplatz genutzt. Der chilenischen Luftwaffe dienen die am Nordende und westlich der Start- und Landebahn gelegenen Bereiche unter der Bezeichnung Base Aérea Los Cóndores als Stützpunkt der I. Luftbrigade, I Brigada Aérea.

## Geschichte
Der Flughafen wurde 1973 eingeweiht und hieß zunächst Iquique-Chucumata. Er sollte den 1937 gebauten, innerstädtischen Flughafen Iquique-Cavancha mit dessen kurzer Start- und Landebahn (1.780 Meter) ersetzen. Der neue Flughafen wurde als Militär- und Verkehrsflughafen gebaut, obwohl die Fuerza Aérea de Chile, die hier die Base Aérea Los Cóndores unterhält, anfangs der größte Nutzer war. Mit der Zeit gewann der Zivilluftverkehr am Flughafen immer mehr an Bedeutung. 2008 fertigte man so schon 500.000 Passagiere im Jahr ab. Im gleichen Zeitraum fand auch eine umfangreiche Sanierung der Zivilseite des Flughafens statt, bei der auch ein neues Terminal entstand. Nach der Modernisierung gehört der Flughafen heute zu den modernsten im Land.

## Militärische Nutzung
Die Militärbasis dient den Luftstreitkräften als Heimat I Brigada Aérea der FACh. Ihr unterstehen drei fliegende Staffeln, Grupos. Neben einer Staffel mit einem Typenmix von Helikoptern und kleineren Transportflugzeugen sind hier je eine Staffel A-29B und F-16C/D stationiert. Daneben gehören einige nicht fliegende Grupos zur Brigade.
Neben der FACh liegt hier auch ein Detachment der Fuerza Aeronaval N°2 der Armada de Chile.

## Zivile Nutzung

### Fluggesellschaften und Flugziele
| Fluggesellschaft | Ziele                                           |
| ---------------- | ----------------------------------------------- |
| LATAM            | Concepción, Santiago de Chile                   |
| Sky Airline      | La Serena, Santiago de Chile                    |
| JetSmart         | Arica, Concepción, La Serena, Santiago de Chile |
| Amaszonas        | Santa Cruz                                      |

### Zwischenfälle
- Am 20. April 1979 verunfallte eine Fairchild F-27A der Aeronor Chile (Luftfahrzeugkennzeichen CC-CBR) während des Starts. Die Maschine hatte bereits abgehoben und das Fahrwerk wurde eingefahren, dennoch setzte das Flugzeug erneut auf der Startbahn auf. Nach 750 Metern kam die Maschine über das Ende der Startbahn 01 (heute 36) hinaus zum Stillstand. Der Flugzeugrumpf wurde durch die fahrwerkslose Landung irreparabel beschädigt. Alle 5 Insassen an Bord überlebten.[6]